# Цуредзуреґуса
Цуредзуреґу́са (яп. 徒然草, つれづれぐさ, «Нотатки знічев'я») — пам'ятка японської літератури у жанрі дзуйхіцу 14 століття, періоду Камакура. Складена ченцем Йосідою Кенко близько 1330—1331 років у двох сувоях. Містить 244 розповідей, написаних на основі переживань автора, тогочасних новин і чуток. Відзеркалює світогляд упорядника, повсякденне життя Японії та цінності японців XIII—XIV століть. Основною ідеєю твору є непостійність і минущість світу. 
Поряд із «Записками у подушки» Сей Сьонаґон і «Записами з келії» вважається шедевром жанру дзуйхіцу.

## Історія
Головною версією щодо часу створення твору вважається кінець періоду Камакура, близько серпня 1330 року — вересня 1331 року, проте існують  численні інші версії, і офіційно встановленої дати немає. Незважаючи на те, що Кенко писав «Записки» в солідному віці, існує версія, що він включив в них і свої твори, написані в молоді роки. Також не існує  точних свідчень  щодо того, чи саме Кенко написав «Записки».
Включаючи вступ, твір складається з 244 глав-данів (яп. 段 дан). Його написано в стилі Вакан Конко-бун (яп. 和 漢 混交 文 Вакан Конко:-бун), тобто змішаним китайсько-японським стилем, з використанням знаків кани. У вступі Кенко повідомляє, що писав «від нудьги, що в голову прийде», і далі в кожному дані слідують розлогі невпорядковані описи його роздумів, змішаних почуттів, анекдотів. Твір належить до самітницької літератури. У «Записках» знайшов відображення досвід Кенко як поета вака, вченого-класициста і видатного письменника, поставлені ним теми досить різноманітні. Також завдяки тому, що у нього був будинок у Нарабігаоке, де знаходиться буддійський храм Монастир Нінна, у творі чимало історій, пов'язаних з цим храмом.

Вступ «Записок від нудьги»:
Коли весь день бездіяльно сидиш проти тушечниці і для чогось запитуєш всяку всячину,що приходить на розум,буває таке напишеш — з глузду можна з'їхати.
Вважається, що після смерті Кенко його «Записки» зібрав і узагальнив військовий губернатор Кюсю за часів сьогунату Муроматі Імагава Садайо, який водив близьку дружбу з учнем Кенко Мьосьо Мару.
Схоже, що «Записки» залишалися непоміченими понад століття після свого складання — в документах тієї епохи вони ніде не згадуються — поки в середині епохи Муроматі на них не звернув увагу поет-чернець Сьотецу. Він переписав їх, забезпечивши коротким життєписом Кенко, і вказав, що цей твір належить його кисті. Твір отримав широке поширення завдяки учням Сьотецу і поетам ренга, які жили у епоху смути років Онін (1467—1477) і співпереживали автору «Записок», сприймаючи їх з точки зору мінливості речей і тлінності життя. З настанням епохи Едо з'явилося друковане видання «Записок» з коментарями таких поетів і японознавців, як Като Бансай (1661) і Китамура Кігін (1667). Мораль «Записок» була близька і зрозуміла едоським міщанам, вони полюбили її як класику в дусі часу. Так, «Записки» справили великий вплив на культуру епохи Едо. Тоді ж «Записки» перейшли в розряд класичних творів і міцно закріпилися в літературному світі. Саме з цієї причини існує велика кількість рукописів «Записок»  періоду Едо, тоді як в епоху Муроматі їх практично не було.
Ілюстрації до «Записок» з'явилися значно пізніше, найстаріше зі збережених ілюстрованих видань відноситься до 7-го року періоду Кан'ей (1630). Схоже, що ілюстроване видання припало до смаку читачам, до нашого часу дійшли сувої-емакі й альбоми кисті таких першокласних художників того часу, як Тоса Міцуока, Суміесі Куге і Дзьокей; отримали визнання емакі кисті Кайхо Юсецу, які містять ілюстрації майже до всіх данів твору (сховище музею Санторі, Токіо, 20 сувоїв).
Серед оповідань «Записок» зустрічаються описи подій і людей тієї епохи, тому вони також широко використовуються як історична довідка. Вважається, що в «Записках» вперше  згадується автор «Повісті про дім Тайра».

## Переклади
Цуредзуреґуса включає передмову і 243 прозові уривки (дани) різної довжини. Кенко, будучи буддійським ченцем, пише істини буддизму, і в роботі переважають теми смерті і непостійності, але в колекції також містяться витяги, присвячені красі природи, а також деякі кумедні інциденти. Початково розділу роботи на уривки й нумерації не було, це з'явилося тільки в XVII столітті.

Робота бере свою назву з передмови:
Поки ви втомлені,якщо ви живете і жевете вранці,напишіть інтригуючі речі серцю,якщо ви не напишете їх там,то захочете їсти.
У перекладі Дональда Кіна (tsurezure) відображається як «нема чого краще робити»:
«What a strange, demented feeling it gives me when I realise I have spent whole days before this inkstone, with nothing better to do, jotting down at random whatever nonsensical thoughts that have entered my head.
(IT: Яке дивне відчуття деменції в мене, коли я розумію, що я провів дні перед цим  чорнилом, не маючи нічого кращого,як відзначати випадкову безглузду думку, що потрапила в мою голову.)
Переклад Джорджа Бейлі Сансом замість цього виглядає так:
«To while away the idle hours, seated the livelong day before the inkslab, by jotting down without order or purpose whatever trifling thoughts pass through my mind, truly this is a queer and crazy thing to do!
(IT: Обманюйте години бездіяльності, сидячи цілий день перед чорнильною пластиною, записуючи без будь-якого наказу або мети будь-яку незначну думку, що проходить через вашу думку, дійсно це дивна і божевільна справа!)»

Український переклад: 
Днями я нуджуся без діла і, звернувши погляд на каламар, бездумно записую щонайнезначніші дрібниці, які спадають на думку, тож, урешті, сам собі починаю здаватися безумцем
.

## Оцінка
Шуічі Като — це чудова особливість, унікальна для Цурікане Грейн, яка записує «послідовні моменти в серці» один за іншим, щоб об'єднати багатосторонні і часто суперечливі ідеї в одну невелику книгу. У зв'язку з цим Като спостерігає за піонером «поткамі свідомості» Джеймса Джойса в Цурікане.

## Українські переклади
2017 року «Нотатки знічев'я» вийшли у видавництві Лебідь у перекаді Ніни Баликової.